# Hermannplatz
Der Hermannplatz ist ein Stadtplatz im Norden des Berliner Bezirks Neukölln. Er trägt diesen Namen seit dem 9. September 1885. Wie bei der hier beginnenden Hermannstraße bezieht sich der Name auf Hermann den Cherusker, doch kam schon früh die Vorstellung auf, dass der Rixdorfer Gemeindevorsteher Hermann Boddin gemeint sei. Die Platzfläche gehört zu Neukölln (Grundstücksnummern 1–9), lediglich die Seite mit dem Warenhaus Karstadt zählt zum Bezirk Friedrichshain-Kreuzberg. An der äußersten Südostecke des innerstädtischen Ortsteils Kreuzbergs gelegen, galt und gilt der Platz als Tor nach Neukölln.

## Geschichte und Entstehung

### Allgemeines
Im Gegensatz zu vielen anderen städtischen Plätzen ist der Hermannplatz weder Keimzelle noch Zentrum eines Siedlungsbereiches. Vielmehr ist er ein Stück Straße, das sich zwischen zwei Wegbiegungen (später Kreuzungen) zu einem Platz entwickelte. Ursprünglich war der Hermannplatz somit nur ein Stück des Weges von Berlin über Rixdorf nach Mittenwalde. Der kreuzende Weg führte schon seit Urzeiten am Fuß des Teltow-Plateaus entlang des Südrands des sumpfigen Spreetals.

### Rollkrug

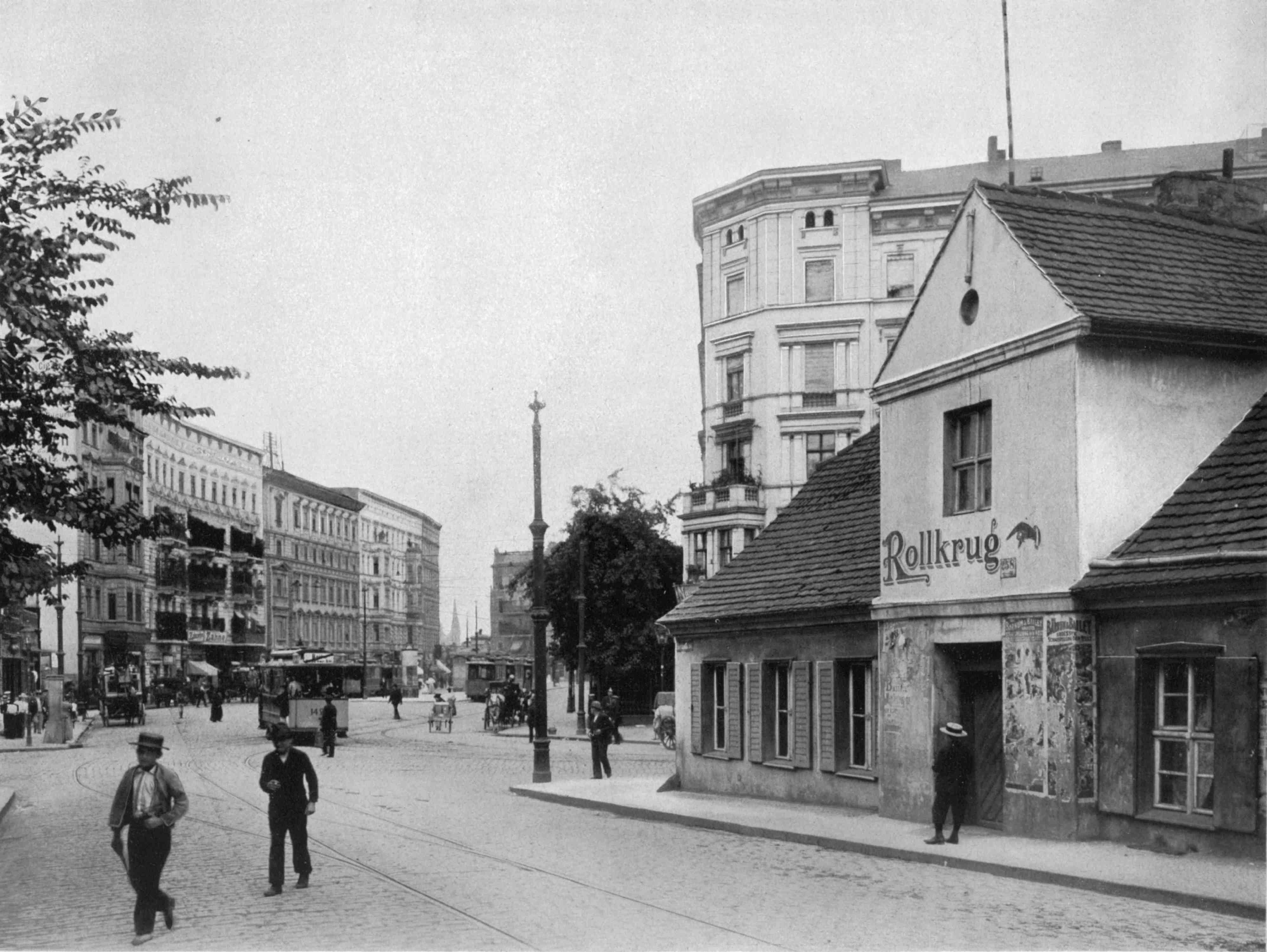
Rollkrug (um 1900) an der Ecke Hermann-/Berliner Straße (seit 1947: Karl-Marx-Straße), Blick auf den Hermannplatz

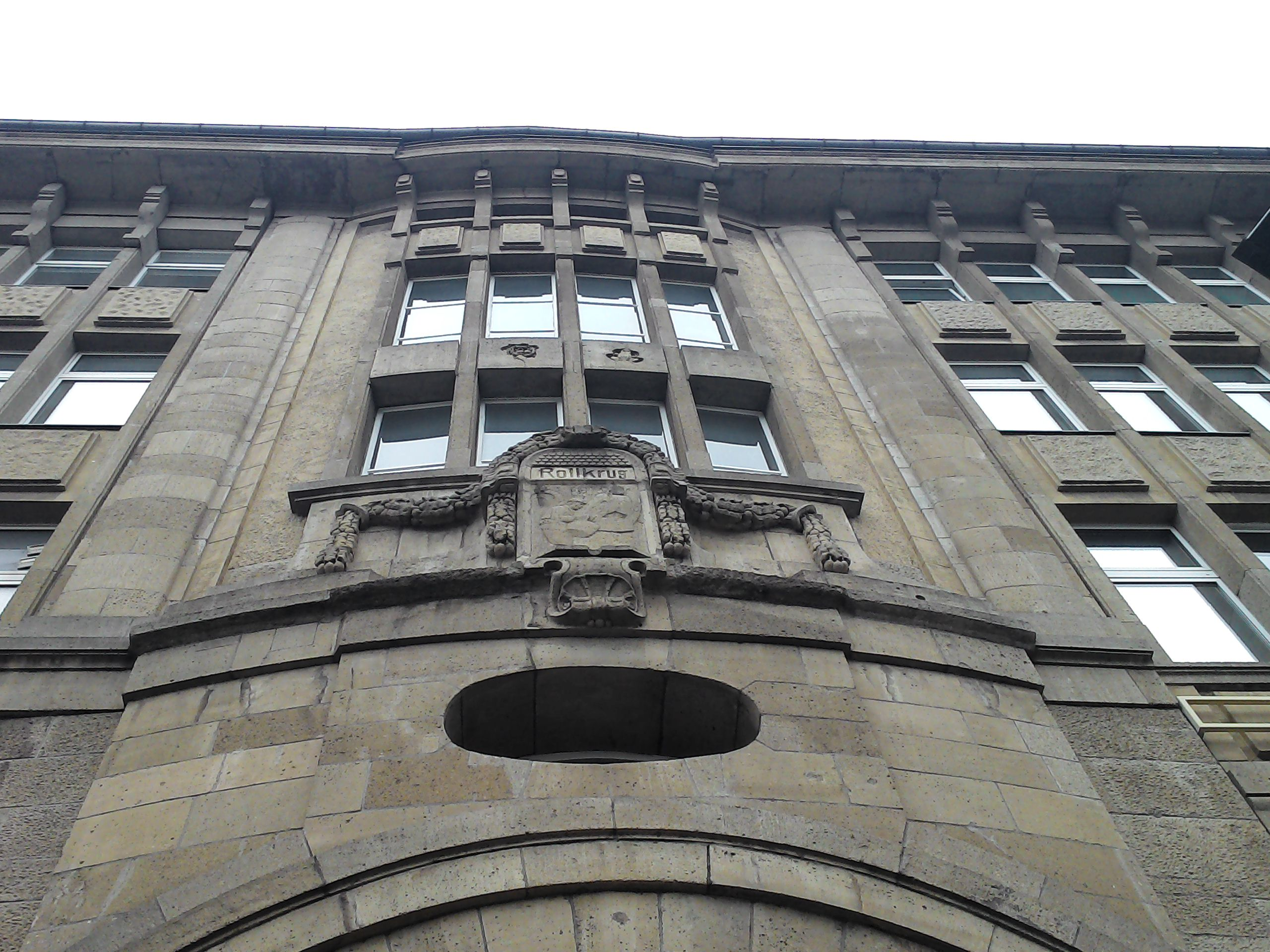
Inschrift am Gebäude an der Stelle der ehemaligen Wirtschaft (Tableau Mitte)

Bereits als im August 1543 Richardsdorf (später: Rixdorf) in den Besitz der Stadt Cölln überging, existierte an der Südseite des späteren Hermannplatzes ein Wirtshaus. Hier wurden unter anderem Pferde gewechselt. Um 1737 entstand dann an dieser Stelle das Wirtshaus Rollkrug. Der Name leitete sich von den südlich beginnenden Rollbergen, einem eiszeitlichen Höhenzug, ab. Mitte des 18. Jahrhunderts erhielt auch der Platz den Namen Platz am Rollkrug. Lange Zeit stand der Rollkrug allein am Platz. Erst mit der Gründerzeit entwickelte sich innerhalb weniger Jahrzehnte ein großstädtisches Ambiente und der Rollkrug wirkte fast schon als Fremdkörper.
Gegen Ende des 19. Jahrhunderts galt der Berliner Vorort Rixdorf als Vergnügungsviertel und auch die Gaststätte genoss einen zweifelhaften Ruf. 1885 wurde der Platz am Rollkrug in Hermannplatz umbenannt, 1907 wurde der Rollkrug abgerissen und machte Platz für ein Geschäftshaus. Das Geschäftshaus wurde auch als „Neuer Rollkrug“ bezeichnet und trägt über dem Portal in der Hermannstraße noch die Inschrift „Rollkrug“. Seit 1988 steht das Gebäude unter Denkmalschutz.

### Weitere Bebauung
Im Situationsplan von 1846 findet sich neben dem Rollkrug ein weiteres Gasthaus am Hermannplatz. Etwa an der späteren Ecke von Hermannplatz und Sonnenallee ist das Gasthaus Zur guten Hoffnung verzeichnet. Der Bebauungs-Plan der Umgebungen Berlins von 1862 enthält zwar an dieser Stelle noch ein Gebäude, aber kein Gasthaus mehr. Dafür befindet sich an der gegenüberliegenden Straßenseite (Ecke Hermannplatz/Urbanstraße) ein Gasthof zum Spreewald. Außerdem weist die Ecke Hermannplatz/Hasenheide eine Apotheke auf.

Auf einem Stadtplan von 1884 (hier ein Ausschnitt) ist von einem Platz noch nichts zu erkennen. Vielmehr präsentiert sich der spätere Hermannplatz als unauffälliger Straßenzug.

Gegenüber dem Rollkrug befand sich ein Accisehaus, in dem bis 1874 Zoll für nach Berlin eingeführte Waren entrichtet werden musste. Es fand sich noch zu Beginn des 20. Jahrhunderts dort, musste jedoch bei den Umgestaltungen des Hermannplatzes und des U-Bahn-Neubaus der verbreiterten Straßenführung der Hermannstraße weichen.
Für die Stromversorgung der U-Bahn wurde das Vorderhaus der Hermannstraße 4 abgerissen und dort als Übergangslösung ein Umspannwerk errichtet. 1927/1928 wurde dann in der Hermannstraße 5–8 nach Plänen von Alfred Grenander das Umformerwerk Hermannstraße erbaut, das die neue Straßenführung aufnimmt und seit dem Ende des 20. Jahrhunderts ein Baudenkmal ist. Die vom Umspannwerk Kottbusser Ufer mit 6000 Volt und 50 Hertz herangeführte Wechselspannung wurde  dort in Gleichspannung mit 780 Volt umgewandelt. Die Änderung der Straßenführung am Eckgebäude zur Hasenheide und dem daran anschließenden Grundstück Hermannstraße 4 ist noch immer gut ablesbar, da von der Hermannstraße direkt in den Hinterhof des Gebäudes bzw. auf die Brandwand des Eckgebäudes gesehen werden kann.
Ende des 19. Jahrhunderts (etwa ab 1860) wurde der Platz auf beiden Seiten mit Mietshäusern bebaut. Zu dieser Zeit hatte der Hermannplatz weniger die Wirkung eines Platzes als die eines breiten kurzen Straßenzuges. Bereits Mitte der 1920er Jahre wurden die Wohngebäude auf der Westseite des Platzes wieder abgerissen, um dem U-Bahn-Bau und einem Warenhaus Platz zu machen. Mit der Neubebauung der Westseite des Platzes wurde dieser auch gleich um 20 Meter verbreitert und erhielt seine heutigen Dimensionen.

## Zweiter Weltkrieg

### Kampf um Berlin
Am 16. April 1945 begann der Angriff der Roten Armee über die Oder. Von Küstrin aus auf die östlichen Stadtteile zielte die 1. Weißrussische Front des Sowjetmarschalls Schukow. Der Termin gilt als Beginn der Schlacht um Berlin.

### Beschuss des Hermannplatzes
21. April 1945: Der Hermannplatz war einer der ersten Orte in Berlin, die vom sowjetischen Angriff betroffen waren. Die Artillerie, deren Granaten plötzlich auf dem Platz einschlugen, gehörte zur 1. Garde-Panzerarmee, deren Einheiten von Südosten her in die Stadt in Marschrichtung Neukölln eindrangen.
Ein Historiker beschreibt die Situation:

„Das Geräusch war anders als alles, was die Berliner bisher gehört hatten – anders als das Pfeifen herabsausender Bomben oder das Bellen der Flak. Die Menschen, die vor dem Kaufhaus Karstadt am Hermannplatz standen, hoben erstaunt die Köpfe und lauschten. Es war ein leises Heulen, irgendwo in der Ferne, doch dann verwandelte es sich in ein gräßliches, schrilles Kreischen. Einen Augenblick lang schienen die Menschen wie hypnotisiert. Dann stoben sie auseinander. Doch es war zu spät. Überall auf dem Platz schlugen Artilleriegranaten ein, die ersten, die die Stadt erreichten. Zerfetzte Leichen schlugen gegen die mit Brettern verschlagenen Schaufenster. Männer und Frauen lagen schreiend auf der Straße und wanden sich vor Schmerzen. Es war Sonnabend, der 21. April, Punkt 11 Uhr 30. Berlin war Frontstadt.“

Die Kanonade betraf den gesamten Innenstadtbereich. Die sowjetischen Truppen standen noch im Vorfeld bei Köpenick, Karlshorst und Buckow und näherten sich nur langsam – das Feuer sollte jedoch bereits die Bereitstellung der Verteidigung stören und begann die Bevölkerung Richtung Innenstadt zu vertreiben.
Am Vormittag des 25. April „sickerten Einheiten des 4. Gardekorps nach Neukölln ein; diese Kräfte wurden unterstützt vom 11. Garde-Panzerkorps“. In Sichtweite konnte der Aufmarsch der sowjetischen Panzer verfolgt werden. Die Verteidigung am Hermannplatz wurde von SS-Brigadeführer Gustav Krukenberg organisiert.

## Karstadt am Hermannplatz

### Bau des Kaufhauses und Nutzung

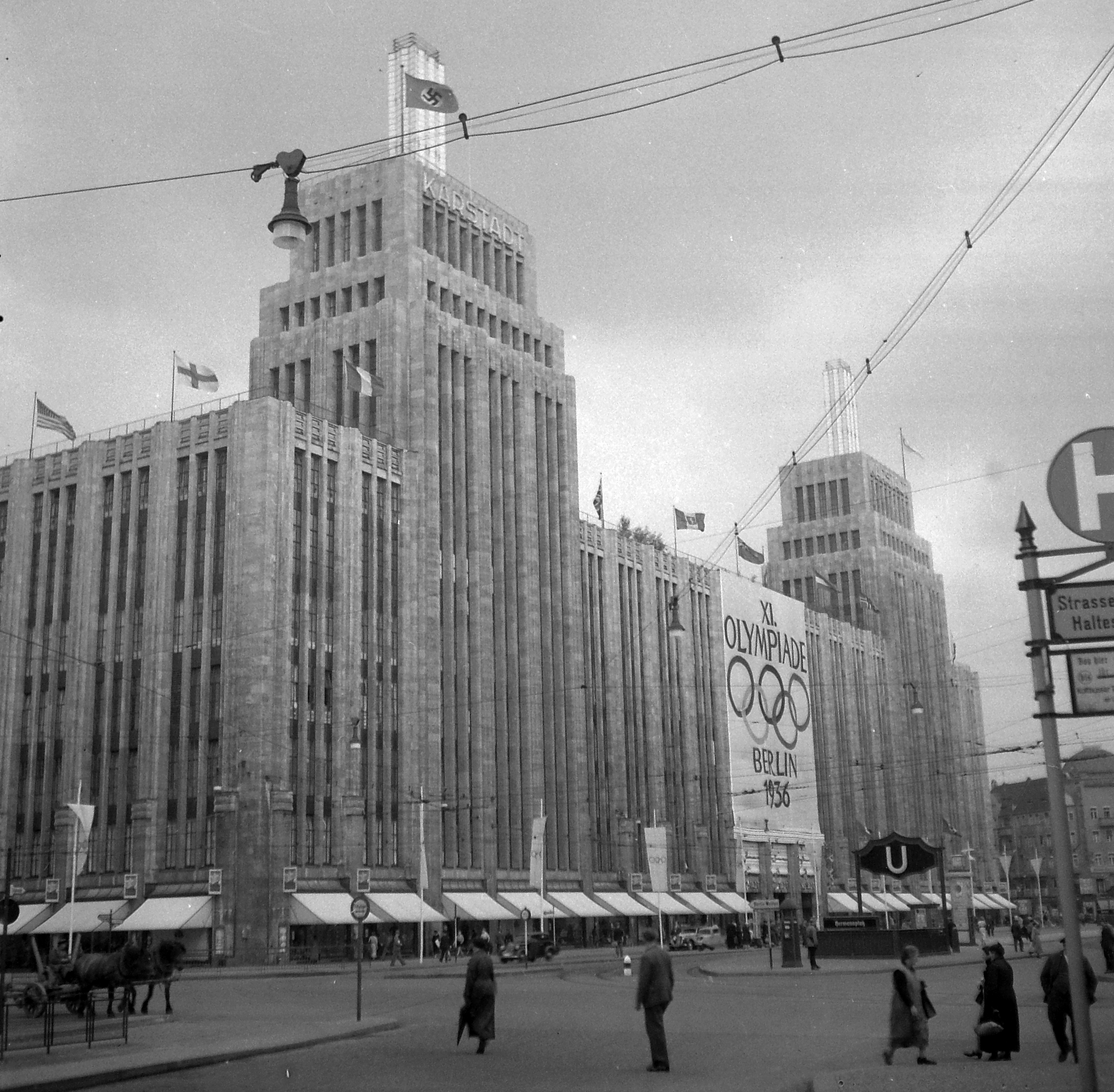
Karstadt, 1936

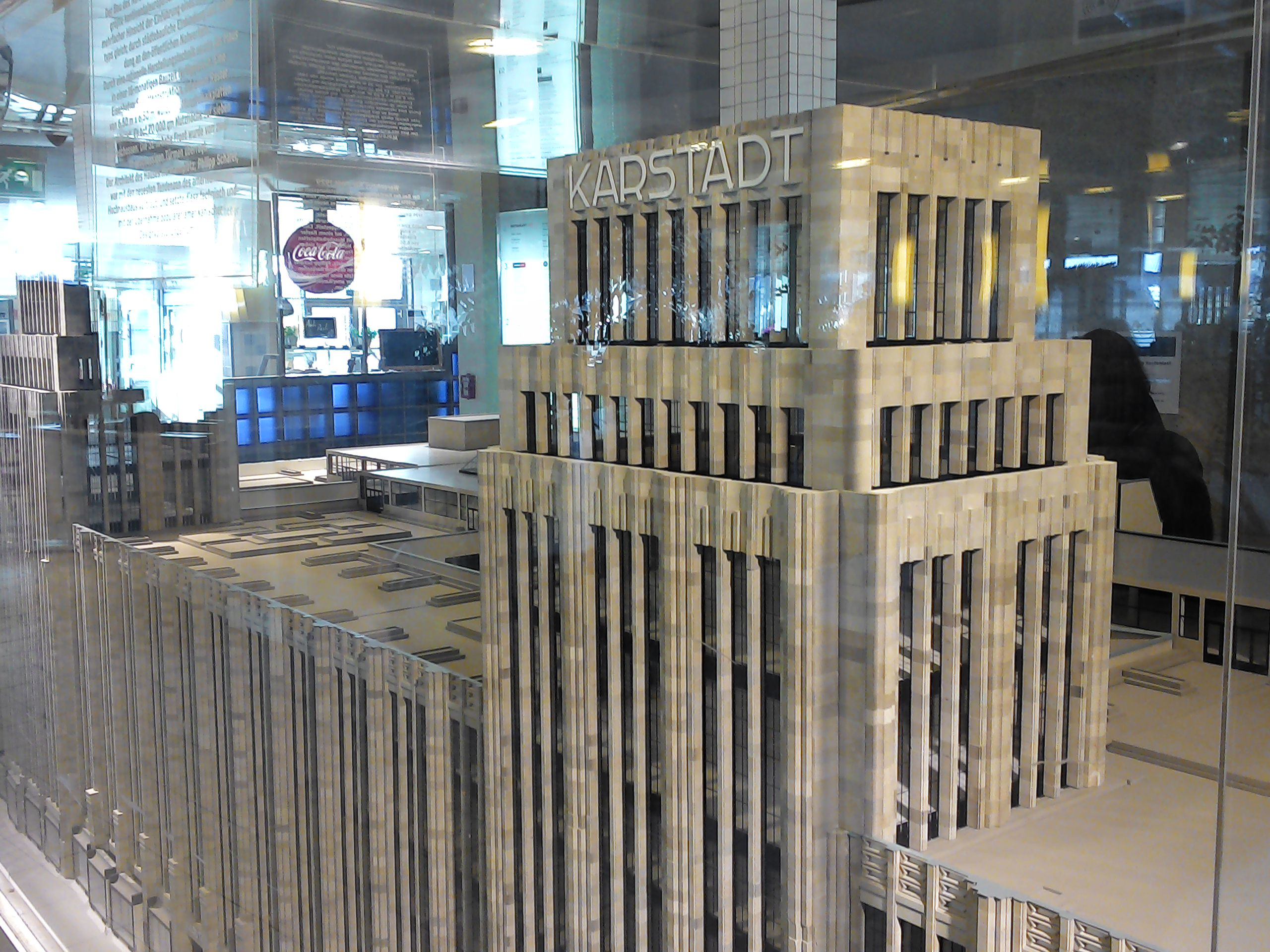
Modell des Kaufhauses (Standort: 4. Etage des heutigen Gebäudes)

Das Gebäude für den Karstadt-Konzern wurde von dessen Hausarchitekten Philipp Schaefer entworfen und von 1927 bis 1929 erbaut. Der Gebäudekörper überragte den Hermannplatz um 32 Meter. Über das Bauensemble erhoben sich zwei gleich gestaltete Türme weitere 24 Meter. Diese wiederum wurden von jeweils einer 15 Meter hohen Lichtsäule gekrönt. Der Bau erinnerte mit seiner Muschelkalkfassade und seiner vertikalen Gliederung an die damalige Hochhausarchitektur in New York. Die vertikale Struktur wurde vor allem bei Dunkelheit durch die Lichtbänder am Gebäude und die Lichtsäulen auf den Türmen besonders deutlich.
Der Bau galt seinerzeit als das modernste Kaufhaus Europas. Karstadt standen hier auf neun Etagen (davon zwei unterirdisch) 72.000 m² Nutzfläche zur Verfügung, 24 Rolltreppen verbanden die Etagen. Weiterhin gab es 24 Personen-, 13 Speise- und acht Lasten-Aufzüge, von denen einer komplett beladene Lastwagen in die fünfte Etage zur Lebensmittelabteilung befördern konnte. Das Warenhaus Karstadt verfügte als erstes Kaufhaus Europas über einen unterirdischen Zugang vom U-Bahnhof aus; von den Linien U7 und U8 können die Besucher ohne Umweg über die Oberfläche in das Kellergeschoss des Gebäudes gelangen.

„Der Bau mit den beiden blauen Lichttürmen, die sich als Fliegersignal für das nahe Tempelhof auf dem riesigen Dachgarten erhoben, gaben dem Stadtbild einen neuen Sinnenreiz. Um zu zeigen, wie bequem seine Treppenanlagen waren, ließ Karstadt die Schulreiterin Cilly Feindt mit ihrem Schimmel vom Parterre bis zum Dachgarten hochreiten.“

Karstadt am Hermannplatz entwickelte sich schnell zur stadtbekannten Attraktion. Neben dem reichhaltigen Warenangebot begeisterte vor allem der 4000 m² große Dachgarten, auf dem 500 Personen Platz finden konnten. Die jeden Nachmittag spielenden Musikkapellen und der Blick aus 32 Metern Höhe über Kreuzberg und Neukölln hinweg sorgten für ein einzigartiges Ambiente.

### Zerstörung des Karstadt-Gebäudes am Ende des Zweiten Weltkriegs
In der Stadt brach allmählich die Ordnung zusammen und eine Augenzeugin „hörte von irgend jemanden, das riesige Kaufhaus Karstadt werde geplündert. Sofort lief sie hin. […] Die Leute nahmen sich, was sie kriegen konnten. […] Am Nachmittag flog das riesige Kaufhaus in die Luft. Die SS sprengte es, um die von ihr in den Kellern eingelagerten Vorräte im Wert von 29 Millionen Mark nicht den Russen in die Hände fallen zu lassen. Es gab mehrere Tote.“

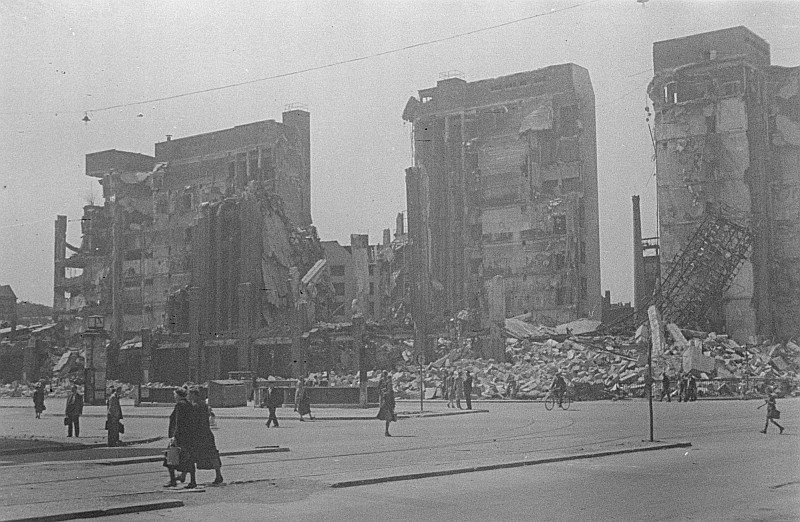
Ruine des Kaufhauses Karstadt im Mai 1945

Abends am 25. April beobachtete der Arzt eines nahegelegenen Lazaretts für französische Kriegsgefangene die Szenerie: „Zur Rechten verbarg eine Rauchwolke die beiden 80 Meter hohen Türme des Warenhauses Karstadt, die das Viertel überragten.“
Die Verteidigung um den Hermannplatz hielt bis zum nächsten Morgen. An diesem Tag, dem 26. April, schrieb der Beobachter: „Die Türme des Karstadtwarenhauses waren verschwunden und das große Gebäude brannte.“
Krukenberg „hielt seine Männer für zu schade, an einem vergleichsweise unwichtigen Abschnitt ‚verheizt‘ zu werden, und so erreichte er, daß seine Truppe von Neukölln ins Stadtzentrum verlegt wurde.“

### Wiederaufbau

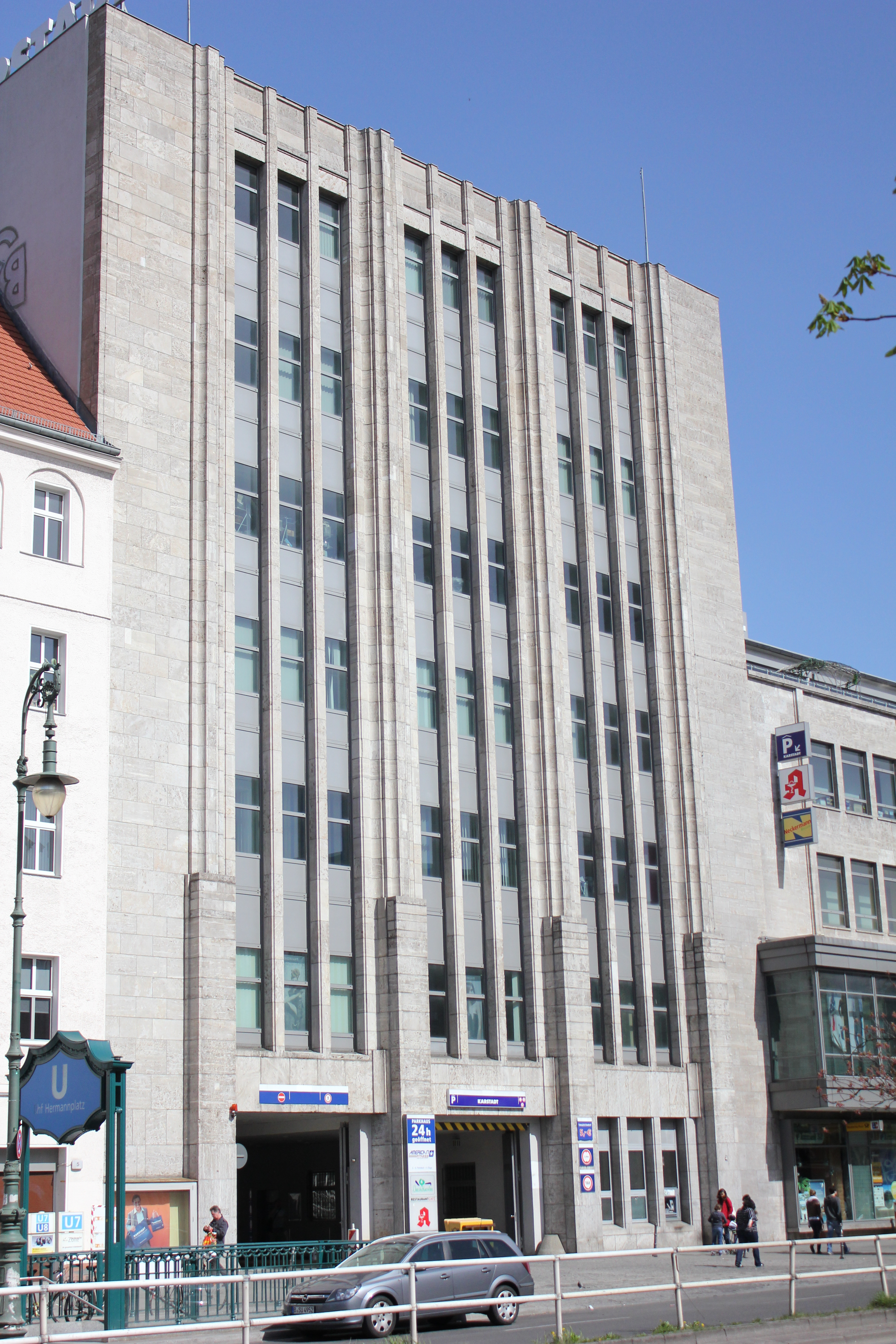
Rest der Originalfassade, 2011

Ein kleiner Gebäudeteil des Warenhauses an der Straße Hasenheide blieb erhalten. In ihm begann Ende Juli 1945 wieder der Verkauf. 1950 begann der Wiederaufbau. Der Architekt Alfred Busse entwarf einen viergeschossigen Bau, der an den erhaltenen Gebäudeteil anschloss und bis 1951 an der Hasenheide Ecke Hermannplatz errichtet wurde.
Von diesem Bau ausgehend wurde in den folgenden Jahrzehnten das Gebäude immer weiter vergrößert. Die bisher letzte Vergrößerung erfolgte im Jahr 2000 und ging mit einer umfangreichen Überarbeitung des gesamten Erscheinungsbildes einher. Mit den Erweiterungen beauftragte Architekten waren Helmut Kriegbaum, Jürgen Sawade und Udo Landgraf.

### Rekonstruktionsplanung durch die Signa Holding
Im Januar 2019 verkündete die Eigentümerin Signa Holding eine interpretierte Rekonstruktion der im Zweiten Weltkrieg zerstörten Fassaden samt der markanten Türme zu errichten. Die zusätzliche Geschossfläche soll u. a. für Gastronomie, Büros, Wohnungen und Einzelhandel genutzt werden.

## Nachkriegszeit
Bis auf das Gebäude an der Kreuzung zur Sonnenallee überstanden die Wohngebäude auf der Ostseite des Platzes den Zweiten Weltkrieg. An der Sonnenallee wurde nach dem Krieg ein eingeschossiger Flachbau errichtet, der Ende der 1990er Jahre aufgestockt wurde. Es entstand ein Gebäude, das sich der Traufhöhe der benachbarten Gebäude anpasste und in das ein Hotel einzog.
Die mit dem U-Bahn-Bau und der Verbreiterung des Platzes 1929 erfolgte Umgestaltung der Verkehrsanlagen (Straßenbahnhaltestellen und Fahrbahnen wurden neu geordnet) hatten bis Mitte der 1980er Jahre Bestand. Nachdem in West-Berlin Mitte der 1960er Jahre die Straßenbahn stillgelegt worden war, lagen die Gleisanlagen jahrelang nutzlos auf dem Platz. Anfang der 1980er Jahre wurden bei einer erneuten Platzumgestaltung die Gleisanlagen entfernt. Am 27. April 1985 wurde dann der neugestaltete Platz mit einem Volksfest eingeweiht.

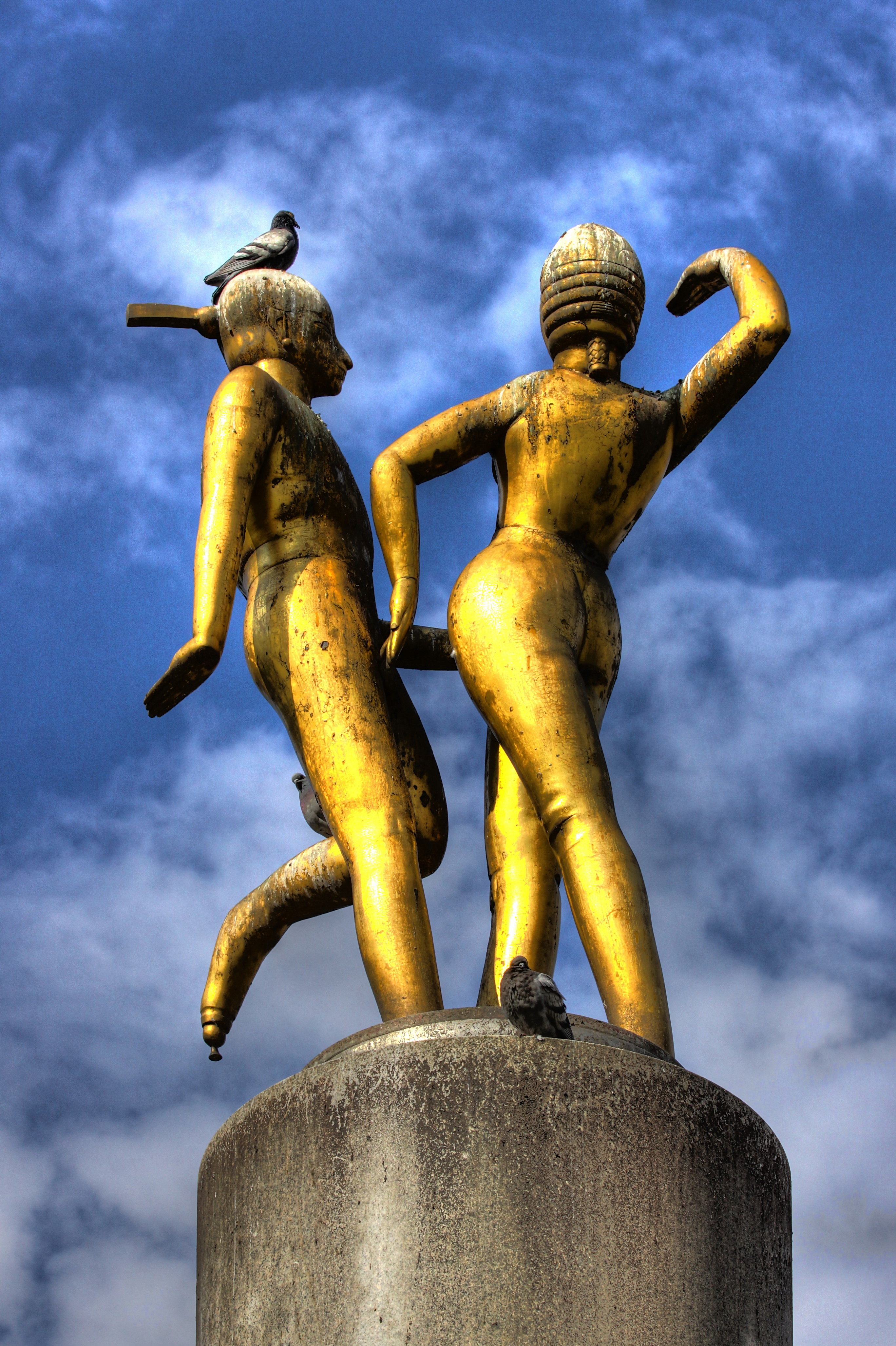
Plastik: Tanzendes Paar, Joachim Schmettau, 1985

Seitdem bietet er eine große Fußgänger- und Marktfläche, auf deren Mitte die Bronzeplastik Tanzendes Paar von Joachim Schmettau steht. Das im Volksmund auch als „Rixdorfer Tanzpärchen“ bezeichnete Paar drehte sich früher stündlich zweimal um die eigene Achse, steht aber seit dem Beginn des 21. Jahrhunderts still. Der Bildhauer Joachim Schmettau, Gründungsmitglied der Gruppe Aspekt der Berliner kritischen Realisten, fertigte die Plastik aus Bronze zur Eröffnung der Bundesgartenschau im Britzer Garten. Der Hermannplatz im gleichen Stadtbezirk gelegen, sollte in diesem Zusammenhang auch verschönert werden. Die Skulptur steht auf einem rund sechs Meter hohen teilweise sechseckigen Sockel, der mit gelben Klinkern verkleidet ist. Stetig machten sich Graffiti-Sprayer an dem Sockel zu schaffen, auch Plakate wurden angeklebt. Im Februar 2022 bekam der Sockel bis etwa in vier Meter Höhe ein Kleid aus handgestricktem Patchwork. Es wurde angeregt, das Bezirksamt von Neukölln solle den Drehmechanismus der Figuren wieder in Gang setzen.

## Zukünftige Gestaltung
Im Jahr 2006 gab das Bezirksamt Neukölln eine Machbarkeitsuntersuchung zur Umgestaltung des Hermannplatzes in Auftrag. Die beiden Fahrbahnen sollen auf der Nord-West-Seite zusammengelegt werden, sodass auf der Süd-Ost-Seite ein großer Platz vor den Häusern entsteht. Dieser soll als Fußgängerzone gestaltet sein, in der lediglich nachts BVG-Busse durchfahren und ihre Haltestelle haben, während tagsüber Cafés und Kneipen Tische und Stühle aufstellen. Damit soll die Aufenthaltsqualität verbessert und die Unfallgefahr verringert werden. Der Fahrradverkehr soll statt auf den Gehweg-Radwegen zukünftig auf Radfahrstreifen auf der Fahrbahn geführt werden. Baubeginn war zunächst für 2009, später für frühestens 2015 vorgesehen. Es fehlte jedoch offenbar das Geld für den Umbau. 2014 teilte der Senat mit, dass die Radwegebenutzungspflicht aufgehoben werde, für weitere Maßnahmen sei der „Zeitraum nicht bekannt“.

## Der Platz als Grenze
Der Hermannplatz war immer auch Grenze. Lief früher die Grenze zwischen Berlin und Rixdorf über den Platz, so war es später die Grenze zwischen den Bezirken Kreuzberg und Neukölln. Mit der Verbreiterung des Platzes wurde die Grenze von der Mitte des Platzes an die westliche Geländekante verlegt. Da das nach dem Zweiten Weltkrieg errichtete Karstadt-Gebäude in der ersten Etage über den Gehweg hinausragt, führt das zu der kuriosen Situation, dass das komplett auf Kreuzberger Gebiet stehende Warenhaus in den Neuköllner Luftraum hineinragt und Karstadt hierfür an den Bezirk Neukölln eine Gebühr für „Sondernutzung öffentlichen Straßenlandes“ bezahlen muss (Ende der 1990er Jahre: 15.000 Mark).

## Anliegende Straßen

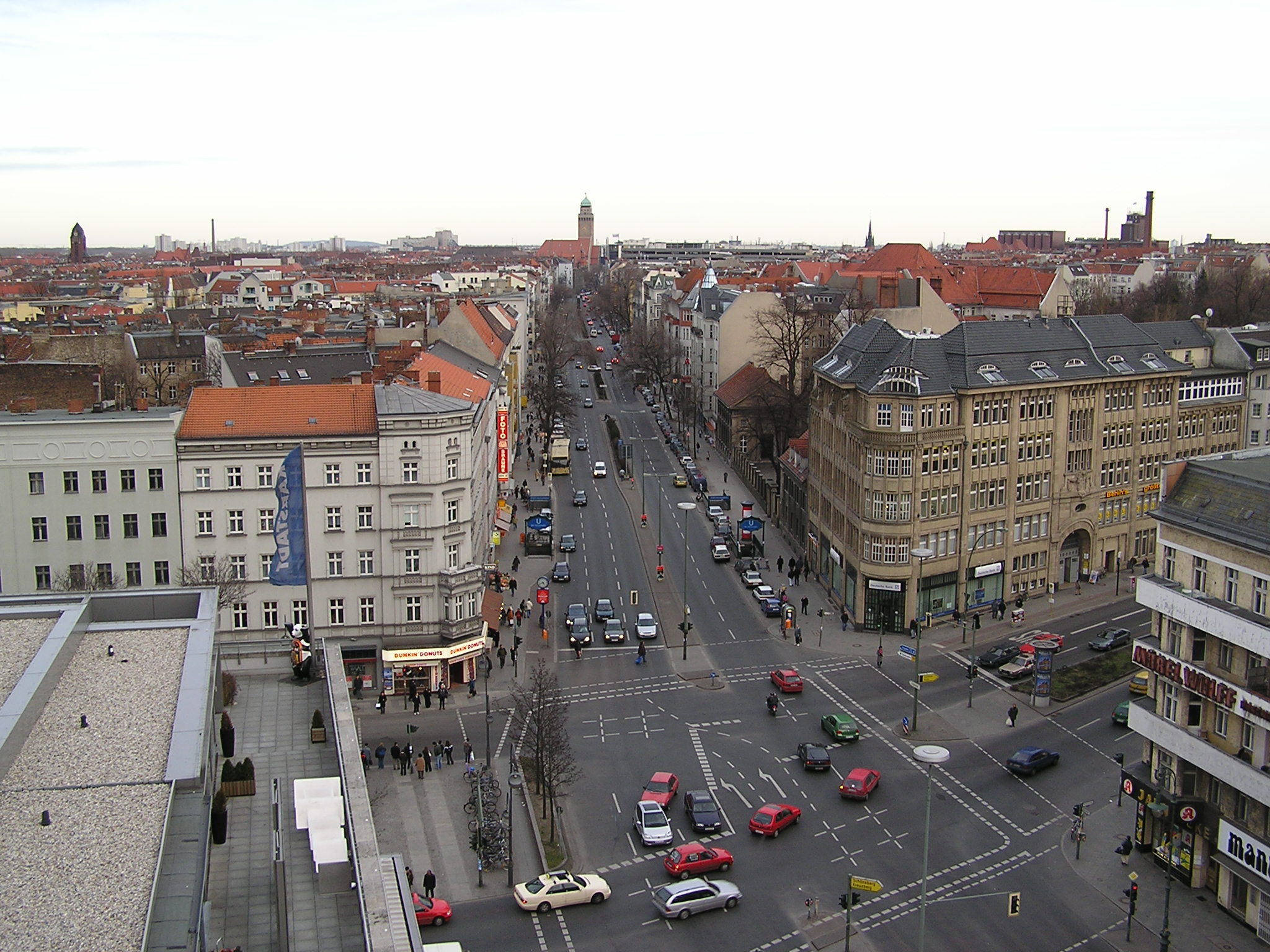
Blick vom Karstadt-Warenhaus auf den Hermannplatz und die Karl-Marx-Straße

Der Hermannplatz stellt sich als breite Spange zwischen zwei Kreuzungen dar. An der nördlichen Kreuzung treffen Urbanstraße, Kottbusser Damm und Sonnenallee auf den Platz. Die Urbanstraße wurde 1874 angelegt und trifft von Westen auf den Platz. Der Kottbusser Damm hieß bis 1874 Rixdorfer Damm. Dieser Straßenname geht bis ins 16. Jahrhundert zurück und die Straße ist eine der ältesten im Bezirk Kreuzberg. Die ältesten Aufzeichnungen der heutigen Sonnenallee stammen von 1890. Seit 1893 ist für die Straße der Name Kaiser-Friedrich-Straße bekannt. 1938 bekam die Straße östlich des Hermannplatzes mit Braunauer Straße (benannt nach dem Geburtsort Hitlers) einen nationalsozialistischen Namen. 1947 verschwand dieser wieder aus dem Straßenbild und der Straßenzug erhielt den Namen Sonnenallee.
Die Kreuzung an der Südseite des Hermannplatzes ist der Treffpunkt der Straßen Hasenheide, Hermannstraße und Karl-Marx-Straße. Die Straße Hasenheide wurde bereits um 1678 als Weg angelegt und 1854 als befestigte Chaussee ausgebaut. Die Hermannstraße hat als Verbindung nach Britz ebenfalls eine sehr lange Vergangenheit und hieß bis Ende des 19. Jahrhunderts auch nur Straße nach Britz. Im Jahr 1712 wurde über die aktuelle Trasse der Hermannstraße führend die Poststraße Berlin – Mittenwalde – Dresden eröffnet. Die Karl-Marx-Straße (bis 31. Juli 1947 Berliner Straße) ist (wie der Kottbusser Damm) eine der ältesten Straßen am Platz. Schon bevor die Poststraße nach Dresden über die Hermannstraße eröffnet wurde, führte über die Berliner Straße ein Postweg nach Cottbus.
Eine Verkehrszählung von 1882 dokumentiert die steigende Bedeutung des Hermannplatzes. Es wurden 750 Fuhrwerke und 8.000 Personen (ohne die Fuhrleute) an einem Tag gezählt. Gut einhundert Jahre später, am 11. September 1986, ergab eine Erfassung allein an der südlichen Kreuzung (Karl-Marx-Straße/Hermannstraße/Hasenheide) 1.580 Fahrradfahrer in zwölf Stunden. Die Kraftfahrzeuge wurde dabei nicht erfasst.

## Öffentlicher Verkehr

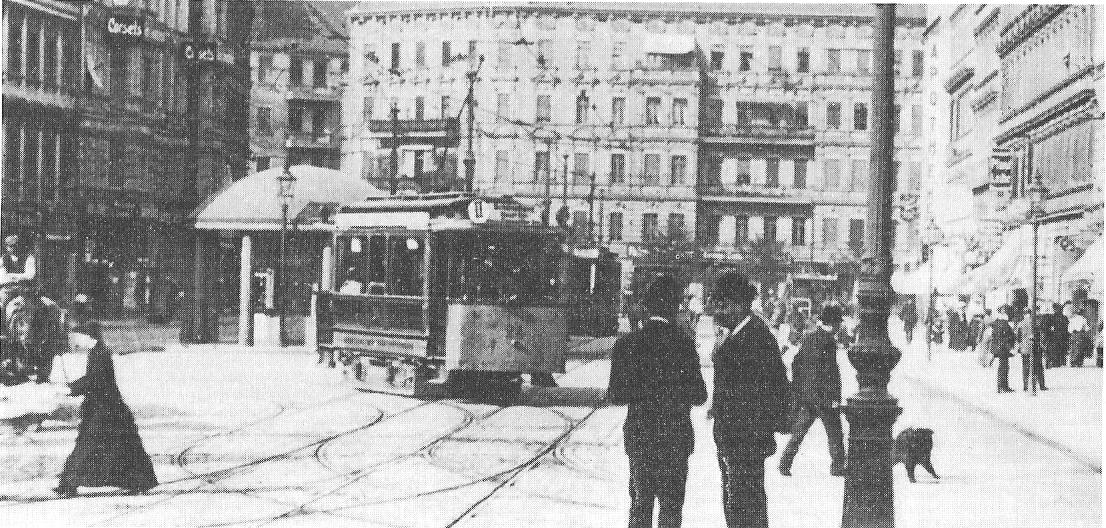
Hermannplatz mit einem Triebwagen 24 der Südlichen Berliner Vorortbahn, um 1907

### Omnibus und Straßenbahn
Die Große Berliner Pferde-Eisenbahn (GBPfE) eröffnete 1875 die Linie Hallesches Tor – Rixdorf, die entlang der Hasenhaide und Berliner Straße führte und den Hermannplatz südlich tangierte. Die 1884 eröffnete Linie Spittelmarkt – Rollkrug führte direkt über den Hermannplatz. 1885 wurde die Linie auf Kosten der Gemeinde Rixdorf über die Hermannstraße zur Knesebeckstraße verlängert. 1887 erwarb die GBPfE die Strecke von der Gemeinde. Die Südliche Berliner Vorortbahn nahm am 1. Juli 1899 die erste elektrische Straßenbahnlinie über den Hermannplatz in Betrieb. Die Linie war eine Ringlinie und führte über Rixdorf, Britz, Tempelhof, Schöneberg und Kreuzberg. Weil der Ring im südlichen Bereich durch unbewohntes Gebiet führte, verlieh ihm der Volksmund den Namen „Wüstenbahn“.

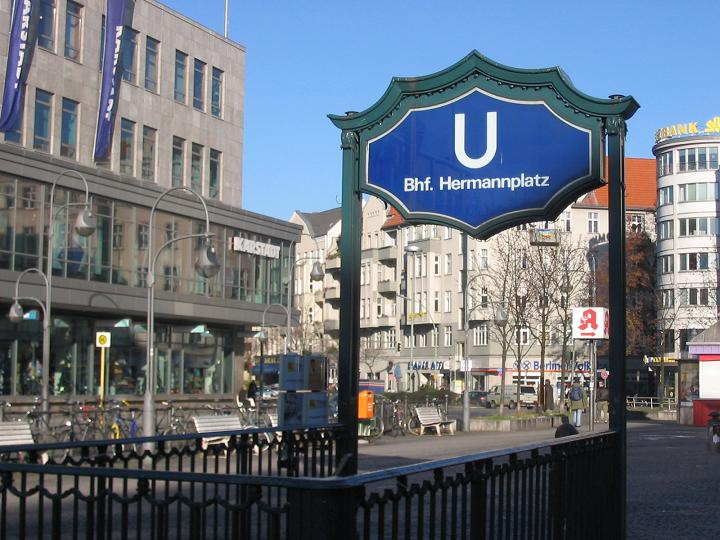
Eingang zum U-Bahnhof Hermannplatz

Im Jahr 1905 wurde eine Hängebahn analog zur Wuppertaler Schwebebahn geplant, die vom Bahnhof Gesundbrunnen über den Hermannplatz zum Bahnhof Rixdorf (Südring), später: Neukölln (Südring), führen sollte. Dieses Schwebebahnprojekt für Berlin wurde aber nicht umgesetzt.
In den 1920er Jahren gingen zahlreiche Omnibuslinien in Betrieb und der Hermannplatz entwickelte sich zu einem Busknoten. Mehrere Linien fuhren lange Strecken quer durch die Stadt. So wurde beispielsweise am 12. Dezember 1921 die Linie A29 von Pankow, Breite Straße zum Hermannplatz mit einer Länge von 14,4 Kilometern in Betrieb genommen.
Auf der Fläche oberhalb der U-Bahn-Tunnel verfügten bis 1930 alle am Hermannplatz mündenden Straßen über Straßenbahngleise und die Züge von 15 Linien hielten auf dem Platz. Seit den 1950er Jahren erfolgte jedoch in West-Berlin eine sukzessive Umstellung des Betriebes auf den Omnibus. Am 1. Oktober 1964 wurde die letzte Linie (Linie 27), die über den Hermannplatz fuhr, eingestellt. Auf der Achse Urbanstraße – Sonnenallee tangierte noch bis zum 2. Mai 1965 die Linie 95 den Hermannplatz. Bis zur Schließung des Betriebshofs Britz im Jahr 1966 gab es aber noch Betriebsfahrten auf einigen Abschnitten. Seit der deutschen Wiedervereinigung gibt es nun wieder Bestrebungen, die Straßenbahn aus dem Ostteil Berlins (z. B. Warschauer Straße) zum Hermannplatz zu verlängern.

### Zeit der U-Bahn

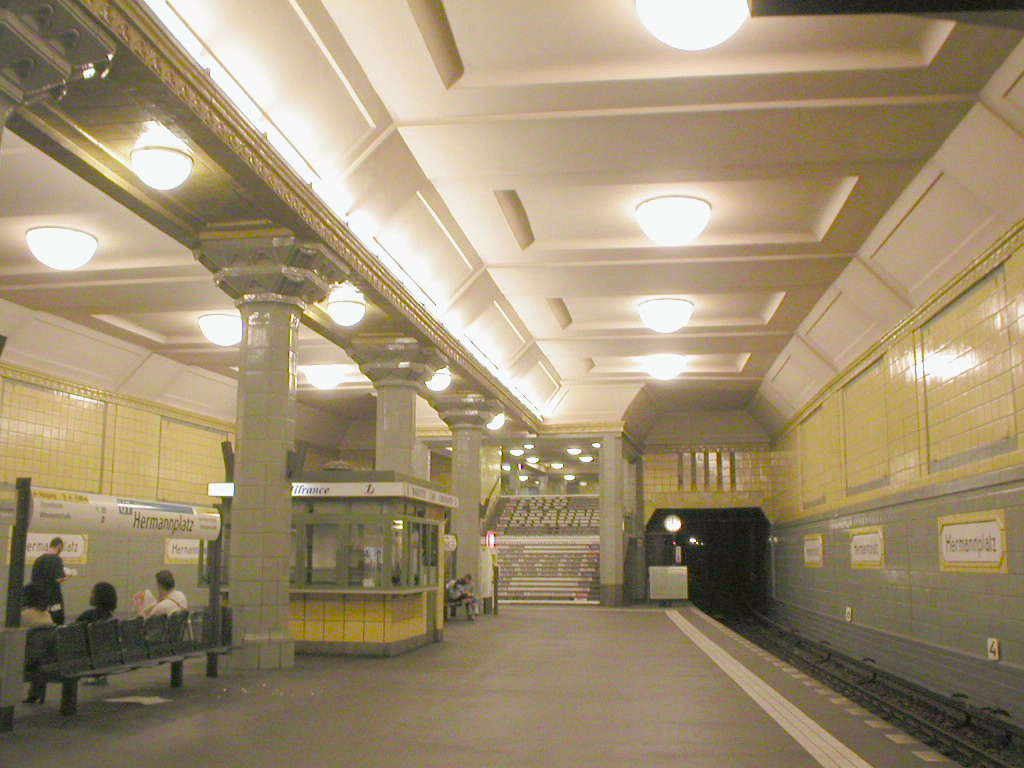
U-Bahnhof Hermannplatz, am unteren Bahnsteig hält die Linie U7

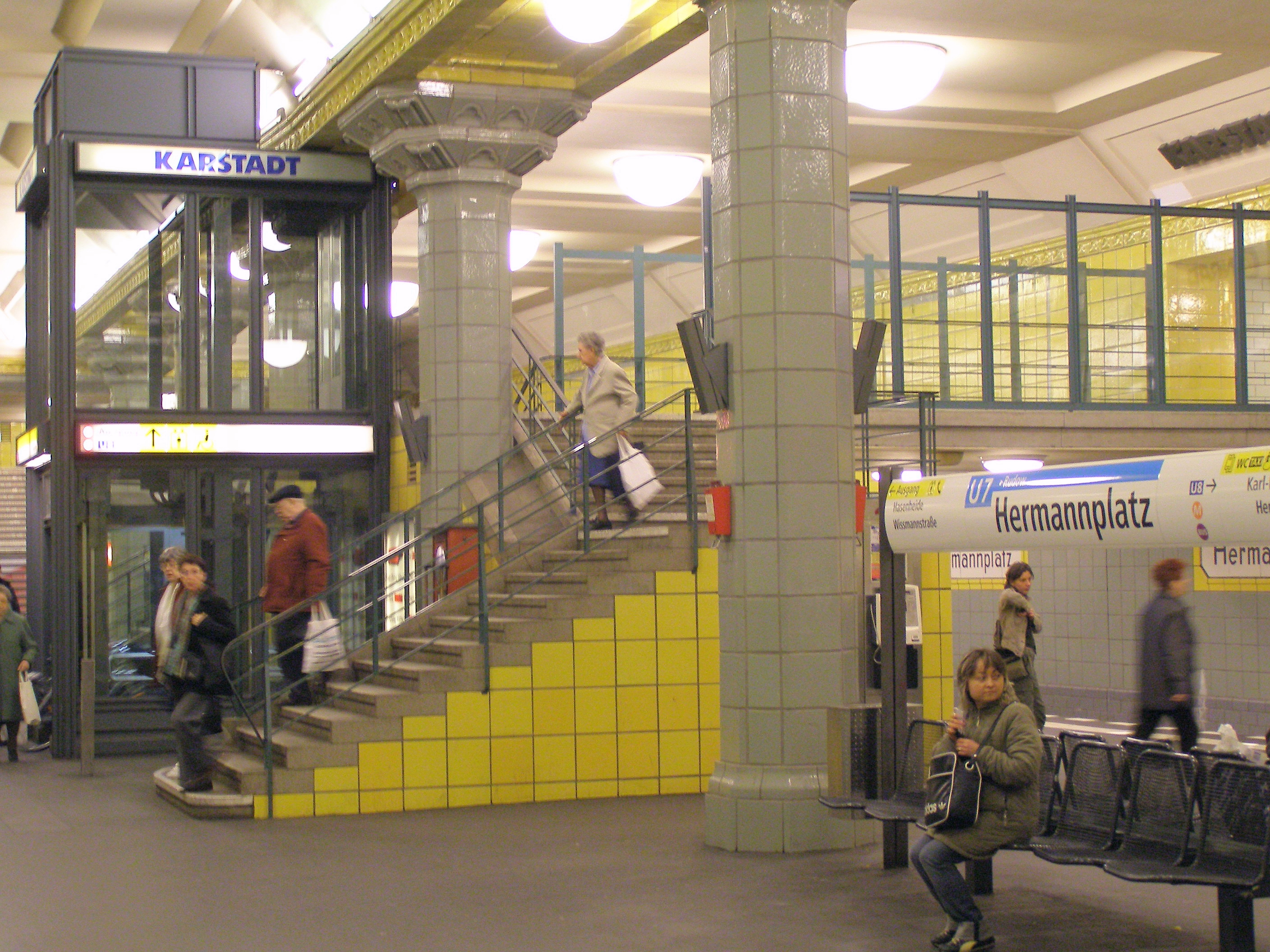
Direktzugang vom U-Bahnhof Hermannplatz zum Kaufhaus Karstadt

Die größte Veränderung im öffentlichen Nahverkehr brachten dem Hermannplatz die 1920er Jahre. Am 11. April 1926 ging die Untergrundbahn in Betrieb. Der erste Abschnitt Hasenheide – Bergstraße (später: Südstern – Karl-Marx-Straße) der Nordsüdbahn konnte eröffnet werden. Sie führte von der Seestraße im Wedding bis zur Bergstraße in Neukölln. Der zweite Bahnsteig des Hermannplatzes erlebte am 17. Juli 1927 seinen ersten Betriebstag. Dies war mit der Inbetriebnahme des relativ kurzen Streckenabschnitts von Boddin- bis Schönleinstraße (gut 1,5 km) auch der Geburtstag der GN-Bahn (‚GN‘ steht für Gesundbrunnen–Neukölln), der später als Linie U8 bezeichnet wurde. Der U-Bahnhof Hermannplatz wurde als Turmbahnhof gebaut, unten liegt eine große Halle in neun Metern Tiefe mit dem Bahnsteig der späteren Linie U7 im Straßenzug Hasenheide – Karl-Marx-Straße, oben schiebt sich als Querriegel der U8-Bahnsteig im Straßenzug Hermannplatz – Hermannstraße hindurch. Die Decken beider Bahnsteige befinden sich beide in gleicher Höhe unmittelbar unter der Straße. Die Rolltreppen zwischen den beiden Bahnsteigen waren die ersten im gesamten Bereich der Berliner U-Bahn. Architekten des Bahnhofs waren Alfred Grenander und Alfred Fehse.